# Lignorelles
Lignorelles ist eine französische Gemeinde mit 186 Einwohnern (Stand 1. Januar 2022) im Département Yonne in der Region Bourgogne-Franche-Comté (vor 2016 Bourgogne); sie gehört zum Arrondissement  Auxerre und zum Kanton Chablis (bis 2015 Ligny-le-Châtel).

## Geographie
Lignorelles liegt etwa 15 Kilometer ostnordöstlich von Auxerre am Serein. Umgeben wird Lignorelles von den Nachbargemeinden Pontigny im Norden, Ligny-le-Châtel im Nordosten, Villy im Osten, La Chapelle-Vaupelteigne im Südosten, Beine im Süden, Bleigny-le-Carreau sowie Montigny-la-Resle im Westen.

## Bevölkerungsentwicklung
| Jahr                      | 1962 | 1968 | 1975 | 1982 | 1990 | 1999 | 2006 | 2013 |
| Einwohner                 | 218  | 201  | 187  | 164  | 149  | 178  | 166  | 184  |
| Quelle: Cassini und INSEE |      |      |      |      |      |      |      |      |

## Sehenswürdigkeiten
- Kirche Saint-Martin